# Južnošvedsko višavje
Južnošvedsko višavje (švedsko Sydsvenska höglandet) je hribovit predel, ki pokriva velik del Gotlandije na jugu Švedske. Razen pomanjkanja globokih dolin je pokrajina podobna pokrajini Norrland, ki jo najdemo severneje na Švedskem. Osrednje-vzhodni deli višavja vsebujejo približno trideset ozkih kanjonov, lokalno znanih kot skurus.
Velik del višavja leži nad 200 m nadmorske višine, okoli višavja pa so velika območja, ki presegajo 100 m nadmorske višine. Višavje je osredotočeno na Småland, pokriva pa tudi velike dele Skåne, Hallanda, Västergötlanda, Östergötlanda in Blekingeja. Najvišja točka leži 377 m nadmorske višine.

## Zgodovina
Južnošvedsko višavje je bilo poseljeno že od nordijske kamene dobe, kar dokazujejo najdbe cist. V nordijski bronasti dobi (ok. 1700–500 pr. n. št.) je prišlo do znatne kmetijske širitve po višavju. Tla, razvita na ledeniškem tilu, so bila očiščena, kamenje pa je bilo nato zloženo v gomile. Drugi obdobji kmetijske širitve sta rimska železna doba in visoki srednji vek (ok. 13. stoletje).
Slabe talne razmere so povzročale znatne težave za kmetijstvo v višavju, kar pomeni, da so sčasoma postale relativno pomembne v lokalnih gospodarstvih majhne industrije. Številna zapuščena polja so zdaj prekrita z gozdom. Ostanke zapuščenih polj je mogoče prepoznati po višavju po značilnih kupih kamenja, ki so nastali ob krčenju obdelovalnih površin.

## Podnebje in vremenski dogodki
Podnebje zahodnih delov višavja je bolj vlažno kot na vzhodu. To je posledica orografskih padavin, ki jih povzroča jugozahodni veter, ki sili vlažen zrak nad višavje. Jezero Sommen v severovzhodnem delu višavja ima relativno nizko vlažnost in malo padavin. Ljungby v jugozahodnem delu višavja drži mesečni rekord padavin za Småland s 347 mm v avgustu 1945. Južno švedsko višavje ima rekorde za najhladnejše in najtoplejše temperature v Gotalandiji. Hladni rekord je bil −38,5 °C 16. januarja 1918 v Lommarydu, medtem ko je bil vroč rekord 38 °C 29. junija 1947 v Målilla.
Temperature na Tomtabackenu so vse leto nižje kot v okolici.
Januarja povprečna dnevna temperatura na vrhu pade na približno -5 °C, kar je podobno temperaturi v Dalslandu ali Upplandu, ki sta oba precej severneje. Julija povprečna dnevna temperatura doseže le približno 14 °C, kar je primerljivo z Jokkmokkom na arktičnem krogu. Povprečna letna dnevna temperatura je pod 5 °C, kar je primerljivo z Östersundom, 750 km severneje. Čeprav sneženje običajno pade od konca oktobra do začetka maja, so v bližnji vasi Spinkabo merljivo sneženje opazili 30. septembra 1995 (12 cm) in 14. junija 1982 (7 cm). Ker imajo le trije meseci povprečno dnevno temperaturo nad 10 °C, se podnebje uvršča med subarktične. Zima je pogosto najdaljši letni čas, na višjih nadmorskih višinah traja od sredine novembra do konca marca. Galtåsen, ki leži daleč od obale in na nadmorski višini 360 m, ima povprečno meteorološko zimo od 14. novembra do 2. aprila. Poletje traja od 2. junija do 3. septembra.

## Geologija
V geološkem kontekstu je višavje izraz južnošvedske kupole. Južnošvedska kupola se je v fanerozoiku večkrat posedla in dvignila zaradi epeirogenih premikov. Kupola je imela obdobja posedanja, zakopavanje v sedimentih pa se je izmenjevalo z obdobji izkopavanja in nastajanja peneplenov in hribovitega reliefa. Subkambrijski peneplen poznega neoproterozoika je najstarejši od površin. Pokriva vzhodne in severne boke kupole ter njeno grebensko območje, kjer je prelomljena. Submezozojski hribovit relief pokriva južni in zahodni rob kupole, kar približno ustreza okrožjem Halland, Blekinge in severovzhodni Skaniji. Najmlajša dobro definirana površina je peneplen Južnega Smålanda, ki se je oblikoval v neogenu. Južnošvedska kupola ima v podrobnostih obliko piedmonttreppena ali stopnišča erozijskih površin. Od zgoraj navzdol so ravni:
- krestalni in prelomljeni deli subkambrijskega peneplena
- peneplen na 300 m nadmorske višine[A]
- peneplen na 200 m nadmorske višine, ki vsebuje različne otočke.[B]
- peneplen Južnega Smålanda (175–125 m nadmorske višine)[C]
- površje na 100 m nadmorske višine, ki je del peneplena Južnega Smålanda

Pozno kenozojsko dviganje kupole je okvirno povezano z daljnosežnimi kompresijskimi napetostmi, ki so dvignile regijo kot velikansko antiklinalno litosferno gubo. Kot taka je podobna dvignjenim pasivnim robovom, kot so Skandinavsko gorovje ali gore zahodne in vzhodne Grenlandije.

### Zadnja ledena doba in odmrzovanje
Med zadnjim odmrzovanjem Weichselskega ledenega pokrova je bilo južnošvedsko višavje kraj razhajanj ledenih tokov. Odmrzovanje južne Švedske je bilo relativno počasno, s hitrostjo umika ledenega roba manj kot 150 m/leto. Umikanje je bilo večkrat prekinjeno z majhnim napredovanjem ledenikov. To napredovanje je privedlo do nastanka vrste končnih morenskih sistemov.
Trenutno so v različnih jezerih južnošvedskega višavja planktonske vrste rakov, ki so ostanki iz časa, ko je Weichselski ledeni pokrov zapustil območje pred približno 12.000 leti. Jezero Sommen izstopa po tem, da ima kar tri vrste ledeniških reliktnih rakov. Te vrste so Pallasea quadrispinosa,Mysis affinis in Limnocalanus macrurus. Vendar v jezeru ni najpogostejšega reliktnega raka, ki ga najdemo v jezerih južne Švedske, Mysis relicta.